# 44206 Clareschneider
44206 Clareschneider este o planetă minoră (asteroid), cu un diametru de 3,9 km, din centura de asteroizi. A fost descoperită pe 17 iulie 1998 la Stația Anderson Mesa de Lowell Observatory Near-Earth-Object Search. 
Obiectul prezintă o orbită caracterizată de o semiaxă mare de 2,6107094610677 UAi, o excentricitate de 0,15860338169866, o înclinație de 13,418122823498 ° în raport cu ecliptica.